# Деггендорф
Деггендорф (нім. Deggendorf) — місто в Німеччині, знаходиться в землі Баварія. Підпорядковується адміністративному округу Нижня Баварія. Адміністративний центр однойменного району.
Площа — 77,21 км2. Населення становить 33 750 ос. (станом на 31 грудня 2020).